# Le Fetiche Maya
Le Fetiche Maya is een computerspel dat werd ontwikkeld en uitgegeven door Silmarils. Het spel kwam in 1989 uit voor DOS en een jaar later voor de Commodore Amiga en Atari ST. Het spel kent twee modi, te weten het rondrijden met een jeep en een platformmodus.

## Platforms
| Jaar | Platform        |
| ---- | --------------- |
| 1989 | DOS             |
| 1990 | Amiga, Atari ST |

## Ontvangst
| Beoordeeld door                | Uitgave | Platform | Score |
| ------------------------------ | ------- | -------- | ----- |
| ST Format                      | 1991    | Atari ST | 83%   |
| Raze                           | 1991    | Amiga    | 79%   |
| Raze                           | 1991    | Atari ST | 73%   |
| Amiga Games                    | 1993    | Amiga    | 58%   |
| ASM (Aktueller Software Markt) | 1990    | Amiga    | 38%   |